# M/S Argentina (1943)
M/S Argentina var ett fartyg tillhörande Rederi AB Nordstjernan byggd på Götaverken i Göteborg och levererad 1943.
Under slutdelen av andra världskriget deltog hon i lejdtrafiken samt låg upplagd på grund av arbetsbrist. Tjänstgjorde för Rederi AB Nordstjernan fram till och med 1970 då hon såldes till Cypern och omdöpt till Ismini. 1975 säljs fartyget på nytt och blev även denna gång omdöpt, nu till Eteoklis II. 1979 blev fartyget upphugget i Savona, Italien.